# Texella deserticola
Texella deserticola is een hooiwagen uit de familie Phalangodidae.